# 日本のプロテスタント教派一覧
日本のプロテスタント教派一覧（にっぽんのプロテスタントきょうはいちらん）は、日本にあるキリスト教プロテスタントの教団・教派・宣教団体・単立教会等を系列別に分類して一覧にする。合同によって消滅した団体も含める。

## 教団・教派

### 聖公会系
- 日本聖公会

### ルーテル派
- 日本福音ルーテル教会（1893年、東京都新宿区）
- 日本ルーテル教団（1948年、東京都千代田区）
- 西日本福音ルーテル教会（1962年、兵庫県神戸市）
- 近畿福音ルーテル教会（1961年創設、大阪府大阪市）
- フェローシップ・ディコンリー福音教団（1979年、兵庫県神戸市）
- 日本ルーテル同胞教団（1951年創立、宮城県仙台市）
- ルーテル福音キリスト教会（1963年創立、茨城県水戸市）
- ノルウェー・ルーテル伝道会（1949年創立、兵庫県神戸市）

### 改革派・長老派　（カルヴァン派）
- 日本基督公会（横浜公会、1872年3月10日創立。日本で最初のプロテスタント教会）
- 日本基督一致教会（1875年成立）
- 日本基督教会（日本基督教団第一部。三派に分裂）
- 日本基督会（1941年創立）
- 日本基督改革派教会（1946年4月創立,現在は日本キリスト改革派教会）
- 在日大韓基督教会総会（1947年創立）
- カンバーランド長老キリスト教会（1950年創立）
- 日本キリスト改革派長老教会（1950年創立）
- 日本キリスト教会（1951年創立）
- 聖書キリスト教会（1953年開始）
- 大韓イエス教長老会・大韓イエス教長老会 (統合)（オンヌリ教会）
- バイブル・プロテスタント基督教会（1953年）
- 国際福音キリスト教会（1986年3月）
- 日本長老教会（1993年創立）
- 在日大韓基督教会
- イエス教日本世界宣教会（1995年4月）
- 御国教会（1988年創立）
- キリスト改革長老教会日本中会
- 正統長老教会日本ミッション

### バプテスト派
- 日本バプテスト連盟
- 日本バプテスト同盟
- 沖縄バプテスト連盟
- 日本基督教団新生会（日本基督教団のグループ）
- 日本バプテスト教会連合
- 日本バプテスト宣教団
- 福音バプテスト宣教団
- 保守バプテスト同盟（1964年創立）
- 山形福音伝道隊（1952年設立、1964年の保守バプテスト成立以降も、現在も同盟内部で活動中）
- 福音バプテスト連合
- カルバリー・バプテスト教会
- 万国バプテスト福音伝道協会
- 万国デフ・バプテスト福音伝道協会
- 日本福音教会
- 日本バプテスト・ミド・ミッション（1989年創立）

### 会衆派教会
- 神戸公会（1874年4月19日創立）
- 日本クリスチャン教会（1930年に日本組合基督教会に合同し消滅）
- 日本組合基督教会（1941年に日本基督教団に合同し消滅）

### メソジスト
- 日本自由メソヂスト教団
- 日本フリーメソジスト教団
- 東京フリー・メソジスト教会
- 救世軍
- 日本ナザレン教団（1953年創立）
- 在日基督教大韓監理会
- 世界宣教団（1941年日本基督教団に加入し消滅）
- 日本福音教会

### ホーリネス
- イムマヌエル綜合伝道団（神学的、実践的には「メソジスト」系でもある。）
- ウェスレアン・ホーリネス教団
- 基督兄弟団（きょうだい団）
- 基督聖協団
- 東洋宣教団きよめキリスト教会
- 日本基督教団ホーリネスの群
- 日本宣教会
- 日本福音教会連合
- 日本福音教団
- 日本ホーリネス教団
- 日本聖泉基督教会連合（1969年創立）
- チャーチ・オブ・ゴッド
- 日本キリスト宣教団
- 東洋福音教団
- 栄光の福音キリスト教団
- エバンジェリカル・コングリゲーショナル・チャーチ日本教区
- 東京中央教会（1990年創立）
- シオン・キリスト教団
- コイノニア福音グループ

### 聖公会系きよめ派
- 日本イエス・キリスト教団
- 日本伝道隊
- キリスト伝道隊
- 基督伝道隊
- 活水基督教団
- 復活之キリスト教団
- 萬国福音教団

### メノナイト教会
- 日本メノナイト・ブレザレン教団
- 日本メノナイト・キリスト教会協議会
- 日本メノナイト・教会会議
- 東京地区メノナイト教会連合
- 日本キリスト兄弟団（けいてい団）
- メイノナイト・ブラザレン・フェローシップ（1994年創立）

### アドベント教会
- セブンスデー・アドベンチスト教団（SDAキリスト教会）
- 日本アドベント・キリスト教団
- 日本神の教会連盟

### アライアンス
- 日本アライアンス教団
- 日本アライアンス・ミッション（1896年創立）

### 同盟系
- 日本同盟基督教団
- ノルウェージャン・ミッショナリー・アライアンス教団
- 東洋福音宣教会（1951年創立）
- 東洋福音教団（1986年創立）
- 在日スェーデン東洋福音伝道団
- スウェーデン同盟キリスト教団

### カベナント
- 日本聖契キリスト教団
- 日本聖約キリスト教団
- 同盟福音基督教会
- 日本福音自由教会協議会

### 信仰宣教団体（フェイス・ミッション）系
- 日本福音キリスト教会連合
- 国際福音宣教会
- 日本伝道福音教団
- 福音伝道教団
- リーベンゼラ教会連合（1992年合同して 日本福音キリスト教会連合になる）
- リーベンゼラ日本宣教団（1962年創立）
- センド国際宣教団
- 日本新約教団（1961年創立、1992年合同して日本福音キリスト教会連合になる）
- フェローシップ・ディコンリー福音教団
- イエス福音教団
- インターナショナル・チャペル・ミニストリーズ
- ニューライフ・ミニストリーズ（1998年）
- 北海道福音教会協議会（1965年創立、1992年合同して日本福音キリスト教会連合になる）
- 単立キリスト教会連盟（1965年創立、1992年合同して日本福音キリスト教会連合になる。）

### クエーカー
- キリスト友会日本年会

### ディサイプル派
- ミッション・オブ・ジーザス・ディサイプル教団
- 基督教会（ディサイプルス）（1883年に日本宣教開始、1941年に日本基督教団に統合）
- クリスチャン・チャーチ（キリストの教会-有楽器派） - 1901年に日本宣教開始、大阪聖書学院の母体
- チャーチ・オブ・クライスト（キリストの教会-無楽器派） - 1890年より日本宣教開始、茨城キリスト教大学の母体

### 合同系・複合
- 日本基督教団 - 1941年創立[2]、様々な会派からなる。通称は日本キリスト教団。第二次世界大戦中、当時の政府の宗教団体法により国内のプロテスタント諸派が合同した。戦後、宗教団体法の廃止により多くの教派が教団を離脱したが、教団に残った教会はそのまま戦時体制を脱却した新たな教団の形成に向かい発展した。教会によっては戦前の旧教派の影響（伝統）が強く残るところもある。
- 日本基督教団・ホーリネスの群（ホーリネス系）
- 日本キリスト合同教会（1985年創立）
- 超教派ブレザレン教会（1995年創立）

### 自由キリスト教
- 日本自由キリスト教会
- 日本福音自由教会協議会

### ペンテコステ派　（聖霊派・第一の波）
- 日本アッセンブリーズ・オブ・ゴッド教団
- 日本チャーチオブゴッド教団
- 日本フォースクエア福音教団
- 日本オープン・バイブル教団
- トータル・クリスチャン・チャーチ・グループ
- イエス・キリスト福音の群
- 使徒の信仰伝道団
- 日本ユナイト・ペンテコステ教団
- 純福音日本国内教会
- カルバリキリスト教団
- サンビ教団
- 日本福音ペンテコステ教団
- 日本福音宣教会
- 日本フルゴスペル教団
- ベタニヤ・クリスチャン・アッセンブリーズ（1961年創立）
- 日本ペンテコステ神之教会教団（1929年創立）
- 日本ベタスダ教団（2000年創立）
- 日本福音宣教団（1950年創立）
- 日本ネクスト・タウンズ・ミッション（1956年創立）
- 単立ペンテコステ教会フェローシップ
- クリスチャン・ライフ・チャーチズ・インターナショナル
- 札幌キリスト召団
- 日本リバイバル連盟（1995年創立、超教派パラチャーチ団体）

### カリスマ派　（聖霊派・第二の波）
- クリスチャン・インターナショナル・アジア（CIアジア）
- ヴィンヤード・チャーチ（日本ヴィンヤード・クリスチャン・フェローシップ（VCF JAPAN））（1999年創立）
- 日本基督教団聖霊刷新協議会
- スプリング・オブ・ライフ・クライストチャーチ（いのちの泉キリスト教会）

この他、いずれの教派・教団にも所属せず超教派的に活動している単立自給開拓教会や家庭集会が全国各地に多数存在している。

### 聖霊の第三の波
- 東京希望キリスト教会（キリストいやしセンター）
- 全日本リバイバル・ミッション

### 聖書的カリスマ
- 主の十字架クリスチャンセンター

### 単立教会
- 経堂めぐみ教会
- 塩屋キリスト教会
- 軽井沢中央教会
- 上板橋キリスト教会
- 南大阪聖書教会
- レムナント・ミニストリー池袋教会(2001年創立)
- 芦屋福音教会
- 沖縄リバイバルチャーチ
- 吹田聖書福音教会
- 仙台ラブリ聖書教会
- 逗子キリスト教会

上記はほんの一例で、この他、いずれの教派・教団に所属しない単立教会、いわゆる完全自給開拓教会は全国各地に多数存在する。

### ブレザレン，またはその系列の集会
- キリスト集会（プリマス・ブレザレン）
- 吉祥寺キリスト集会　および、その系列の「キリスト集会」
- 神戸国際キリスト教会（超教派ブレザレン）
- 九州キリスト福音フェローシップ
- キリスト同信会
- キリスト信徒の集会

### ブライダル宣教団体
- 日本ブライダル宣教協会(JBMA)
- ジャスティ宣教団
- キリスト教ブライダル宣教団（CBM）

### エキュメニカル
- テゼ共同体
- アシュラムセンター

### 独立系・その他
(異端派も含まれる)
- 函館栄光キリスト教会
- 福音交友会
- イエス・キリスト福音の群
- 活けるキリスト一麦教会
- 九州キリスト福音フェローシップ
- エブリ・ネイション・チャーチズ
- 神の家族キリスト教会
- カルバリーチャペルミニストリー USA
- 日本自由キリスト教会
- ワールドミッション（2003年創立）
- 友愛グループ
- ヨハン教会連合（ヨハン早稲田キリスト教会）
- 美濃ミッション（1918年創立）
- ミッション東北（2004年創立）
- ハレルヤ・コミュニティー・チャーチ（2000年創立）
- ハーベスト・インターナショナル・ミニストリーズ
- Fellowship of inner city word of faith misitries
- ニューホープ・インターナショナル・ミニストリーズ（2000年創立）
- ニューファンテン教団（2004年創立）
- 主の教えの会・キリストハウス（伝道団）
- 日本ベテル・ミッション（1992年創立）
- 日本ブライド・オブ・ライフ
- 日本福音基督教団
- 日本自由福音教団（1960年創立）
- 日本使徒キリスト教会
- 東京ローア・キリスト伝道教会（1952年創立）
- 東京ホライズンチャペル（1991年）
- チャーチオブクライストニュージャージー日本（1965年創立）
- 基督教カナン教団
- キリスト教ガリラヤ福音教団
- クリスター日本宣教団体
- クリスチャンズ・イン・アクション宣教団
- 国際基督教団
- 国際福音キリスト教団
- 山陰宣教団
- ジーザス・クライスト・ミニストリーズ
- シオン・クリスチャン・フェローシップ
- 勝利教会グループ
- 新生キリスト教会連合
- 聖書教会連盟
- 聖書友の会
- 聖成基督教団
- 世界福音伝道団
- シオン宣教団
- チャーチオブクライストニュージーランド日本
- 日本ベテスダ教団
- バルナバ福音教育宣教会
- 日本キリスト召団
- 聖イエス会
- 地方召会・地元にあって合一にある立場にある教会（○○に在る教会）
- 聖書配布協力会
- 基督心宗教団
- イエスの方舟（極東キリスト集会）
- クリスチャン・サイエンス　（科学者キリスト教会）
- 復元イエス・キリスト教会　（復元した末日聖徒イエス・キリスト教会）
- 国際キリストの教会＝ボストン・チャーチ　（東京キリストの教会）
- ファミリー・インターナショナル　（愛の家族、神の子供たち）
- 同仁キリスト教会（基督教同仁社団）（ユニテリアン・ユニヴァーサリズム）
- 東京新教会（新エルサレム教会，スウェーデンボルグ派）
- 真イエス教会日本総会
- 喜びのニュース宣教会
- 神様の教会・世界福音宣教協会
- タベラ世界宣教会
- 聖神中央教会
- 万民教会
- タラッパン運動 （レムナント教会（埼玉県三郷市））
- 新天地イエス教証しの幕屋聖殿
- イエス中心教会　（韓国エルサレム教会）
- 聖楽バプテスト教会　（ベレヤ運動）
- キリスト教福音宣教会（摂理、JMSモーニングスター）
- イエス之御霊教会
- 聖神中央教会
- 子羊の群れキリスト教会
- 道会
- 天宙統一真の王国連合　<統一協会の分離独立派、通称・中山グループ>
- あいのひかり教団（アメン教団）
- エホバの証人（法人名：ものみの塔聖書冊子協会）
- 末日聖徒イエス・キリスト教会（通名：モルモン教）- 聖書の他にモルモン書を利用している点で他の宗派とは異なる。
- 世界平和統一家庭連合（旧称：世界基督教統一神霊協会。通称、統一教会または統一協会）

#### 政党、その他
- 世界経済共同体党（政党）　代表者：又吉イエス
- この他、青森県三戸郡新郷村(旧・戸来村)に伝わるキリストの墓伝説などもある。

### 無教会主義
内村鑑三によって提唱された無教会主義は、厳密に言えばプロテスタントに分類されないが、多くの点でその後のプロテスタント神学に影響を与えた日本独特のキリスト教信仰のスタンスである。
- 無教会主義集会
- 原始福音キリストの幕屋
- 活かすキリスト・エクレシア

## 超教派団体
- 世界青年宣教会 (YWAM)
- 日本キリスト教協議会(NCC)（エキュメニカル派）
- 日本福音同盟(JEA)（福音派）
- 日本リバイバル同盟(NRA)（聖霊派）
- 高校生聖書伝道協会(Hi-b.a.)
- キリスト者学生会(KGK)
- 日本キャンパス・クルセード・フォー・クライスト（CCC）

### 各派、団体など
- エキュメニカル派
- 改革派教会
- 長老派教会
- バプテスト派
- 聖霊派
- きよめ派
- メソジスト
- ルーテル派
- クエーカー
- 社会派
- 福音派
- カリスマ派

### 一覧
- 日本のプロテスタント人名一覧
- キリスト教諸教派の一覧
- キリスト教用語一覧
- 日本のプロテスタント教会一覧

### その他
- 日本福音同盟
- 日本キリスト教協議会
- 日本のキリスト教史